# Henri Daniel Guyot Instituut

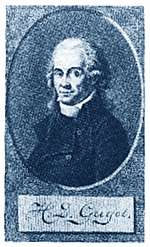
Der Gründer des Henri Daniel Guyot Instituts, Henri Guyot.

Das Henri Daniel Guyot Instituut war die erste niederländische Gehörlosenschule. Sie wurde 1790 auf Initiative des Groninger Predigers Henri Daniel Guyot gegründet und 2002 zur Koninklijke Effatha Guyot Groep (KEGG) fusioniert. 2009 folgte eine erneute Fusion mit der Stiftung Viataal und dem orthopädischen Kompetenzzentrum Sint Marie zur Koninklijke Kentalis - Guyotschool voor SO, (V)SO-CMB en VSO, kurz Kentalis.

## Geschichte
Henri Daniel Guyot war Pfarrer der wallonischen Gemeinde in Groningen. Er hielt Bildung für Gehörlose für wichtig, der er in Frankreich die Arbeit von Abbe Charles Michel de l’Epée gesehen hatte. Daraufhin gründete er am 14. April 1790 zusammen mit Willem Hora Siccama, Gerrit van Olst und Hendrik van Calcar in Groningen das erste Institut für Gehörlose in den Niederlanden.
Am Anfang waren es 14 Schüler. Guyot selbst war Klassenlehrer. In den ersten Jahren fand der Unterricht in kleinen Gebäuden statt, nacheinander in der Brugstraat, der Oude Ebbingestraat und der Turftorenstraat statt.
Im Jahr 1808 musste man sich aufgrund der deutlich gestiegenen Studentenzahl nach größeren Räumlichkeiten umsehen. Zunächst wurde über einen Umzug nach Haarlem nachgedacht. Dank der Unterstützung der Provinz Groningen und der Stadt Groningen befand sich die Schule im westlichen Teil des Ossenmarkts (heute Guyotplein). Die Häuser wurden in den Jahren 1819, 1822 und 1838 in ein Internat für Jungen und Mädchen umgewandelt. Zur Finanzierung des Instituts wurden im ganzen Land Zweigstellen eröffnet. Guyot arbeitete bis zu seinem Tod für sein Institut. Sein Nachfolger wurde sein Sohn Dr. Charles Guyot, der bis zum Jahr 1854 arbeitete. Danach war Rembt Tobie bis 1861 verantwortlich.
Das Monopol auf Gehörlosenbildung wurde 1840 durch die Gründung einer zweiten Schule für Gehörlose gebrochen, das Institut für Gehörlose in Sint-Michielsgestel (2003 zur Stiftung Viataal fusioniert), gefolgt vom Rudolf-Mees-Instituut (heute Polano) in Rotterdam (1853) und dem Effatha in Leiden (1888). Dadurch sank die Zahl der Studierenden am Guyot-Institut. Während des Zweiten Weltkriegs wurde das Gebäude des Guyot-Instituts von den Deutschen beschlagnahmt.
Im Jahr 1948 erhielt das Guyot-Institut von Königin Wilhelmina die Bezeichnung 'Koninklijk'. 1985 zog das Institut nach Haren um. Das Internat wurde in einfachen Häusern in einem Vorort eingerichtet. 1994 erhielt Guyot von der Stadt Amsterdam das Gebäude der Amman-Schule (heute Signis). Ein weiteres Geschenk der Stadt Amsterdam war die Platzierung von einem Poller auf dem Guyot-Gelände. Um 1997 wurden einige alte Gebäude rund um den Guyotplein, darunter das Internat und die Schule, für das neue Gerichtsgebäude abgerissen. Die Büste des Stifters aus dem abgerissenen Gebäude wurde dem Institut zurückgegeben.

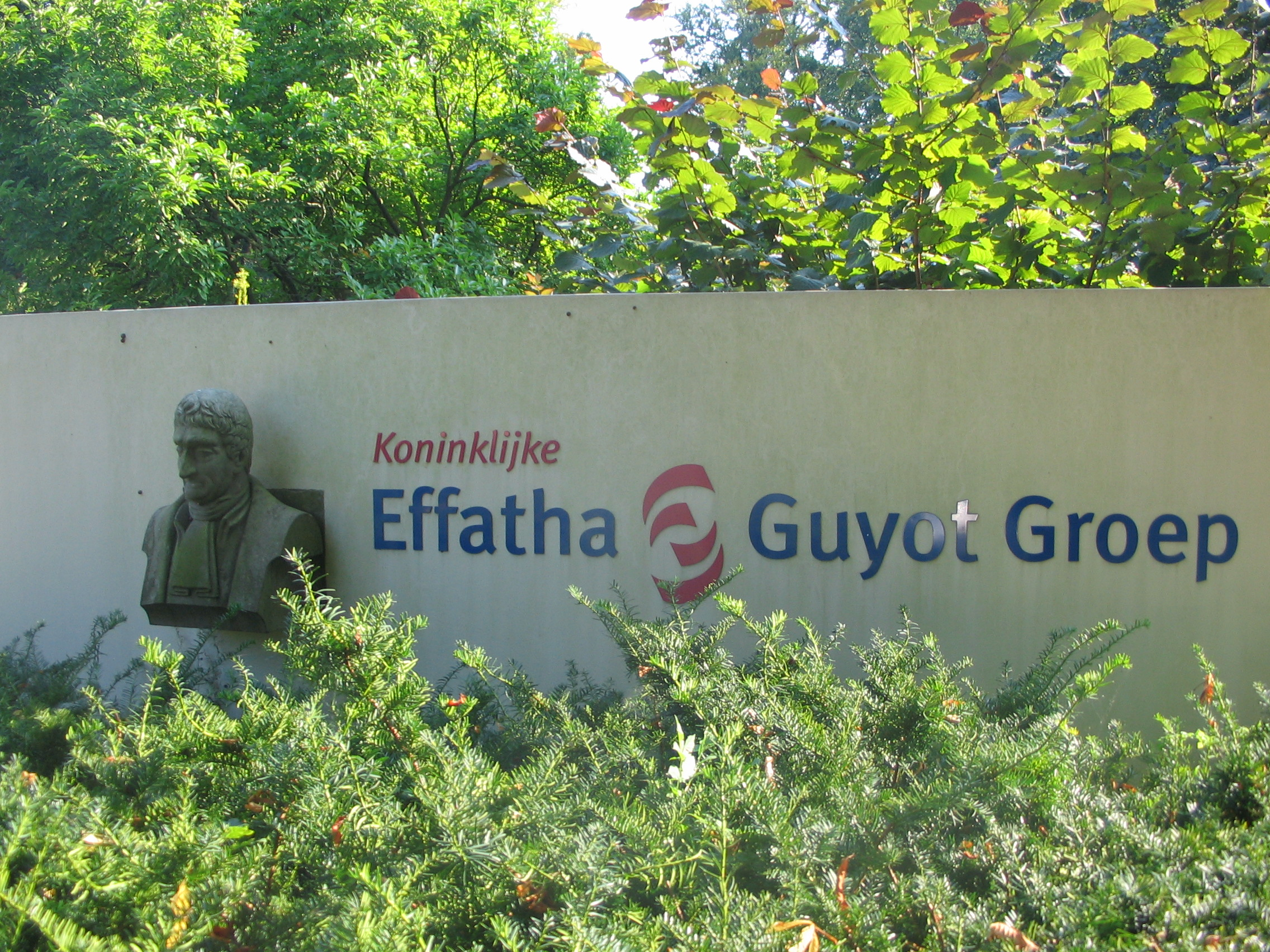
Logo der Effatha Guyot-Gruppe

Herr. AS Oostra war bis 2002 der letzte Guyot-Direktor. In diesem Jahr fusionierten Effatha und Guyot zur Royal Effatha Guyot Group, die über etwa 30 Schulen und Gesundheitseinrichtungen in den gesamten Niederlanden verfügt. Weerklank kam sechs Monate später dazu. Die Bezeichnung Koninklijk wurde neu vergeben, da diese im Falle einer Fusion oder Übernahme rechtlich erlöschen kann. Zum 1. Januar 2009 fusionierten Viataal, Sint Marie und KEGG zu einer Organisation, die seit dem 1. Januar 2010 Kentalis heißt.

## Ausbildung bei Guyot
Im Jahr 1791 konnten Gehörlose verschiedene Berufe wählen. Es gab nur 4 Kurse für Mädchen. Jungen hatten mehr Berufsmöglichkeiten, unter anderem als Bürstenmacher.
Erst im Jahr 1852 erhielten Gehörlose erstmals eine handwerkliche Ausbildung, beispielsweise Zimmerei, Tischlerei und Schneiderei. In den 1960er Jahren kamen Berufsmöglichkeiten im Bereich Verwaltung und Wirtschaft hinzu. Ab den 1980er Jahren wurde die Middelbaar algemeen voortgezet onderwijs (MAVO) (heute VMBO) angeboten, ab 1991 folgte die Hoger algemeen voortgezet onderwijs (HAVO).
Schulen für Gehörlose dürfen selbst keine reguläre VBO-, VMBO-, HAVO- oder VWO-Prüfung organisieren. Aus diesem Grund arbeitete das Institut mit Regelschulen zusammen. Gehörlose Menschen, die den regulären Unterricht besuchten (ggf. mit Hilfe eines Dolmetschers für niederländische Gebärdensprache), erhielten ambulante Betreuung durch das Institut. Im Jahr 2008 beschloss die Guyot-Schule, schwerhörige Menschen aufzunehmen, die die Gebärdensprache verwenden möchten.

## Gebärdensprache auf Guyot
Zur Zeit von Henri Guyot war in Frankreich bei Abbe Sicard ein manuelles System entwickelt worden, bei dem gehörlose Menschen einfach sprachen und unterstützende Gesten machten. Der gehörlose Bebian widersprach Siccard und schlug eine zweisprachige Erziehung (sowohl Lautsprache als auch Gebärdensprache) vor.
Henri Guyot fand beide Systeme unvollkommen und entwickelte eine gemischte Methode, bei der Gebärdensprache und Wörter nicht austauschbar verwendet wurden: Gehörlose konnten in manchen Situationen Gebärdensprache verwenden, mussten sich aber im Unterricht schriftlich verständigen. Dies wurde als oud-hollandse methode (altniederländische Methode) bezeichnet.
Im Zeitraum 1864 bis 1981 erhielten gehörlose Menschen mündlichen Unterricht und die Gebärdensprache wurde nicht mehr verwendet. In der Praxis ist der Einsatz von Gesten nie ganz aus der Institution verschwunden. Nach und nach entstand eine Art Groninger Gebärdensprache, die sich stark von den Gebärdensprachen im Westen des Landes unterschied. 1996 wurde in Guyot der zweisprachige Unterricht (Gebärdensprache und gesprochenes Niederländisch) eingeführt.